# Gils Snorrason
Gils Snorrason (n. 1060) fue un bóndi de Staðarfell, Dalasýsla en Islandia. Era hijo de Snorri Jörundsson (n. 1015). Se casó con Þórdís Guðlaugsdóttir (n. 1064), una hija de Guðlaugur Þorfinnsson, y fruto de esa relación nació Þórður Gilsson. Gils es un personaje de la saga Sturlunga, saga de Laxdœla, y saga de Víga-Glúms.